# Szlak Stargard – Klejnot Pomorza

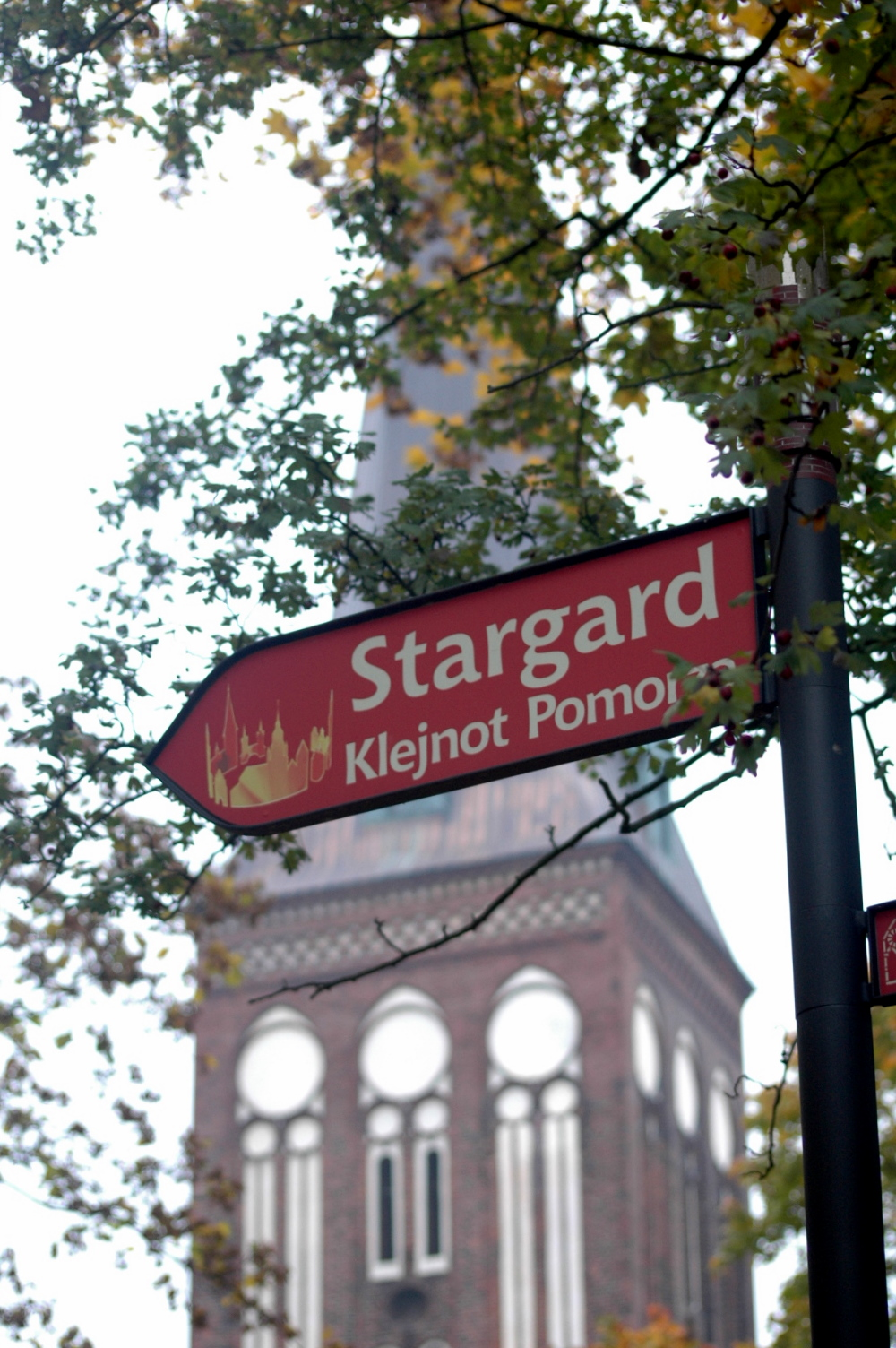
kierunkowskaz na szlaku, na tle kościoła św. Jana

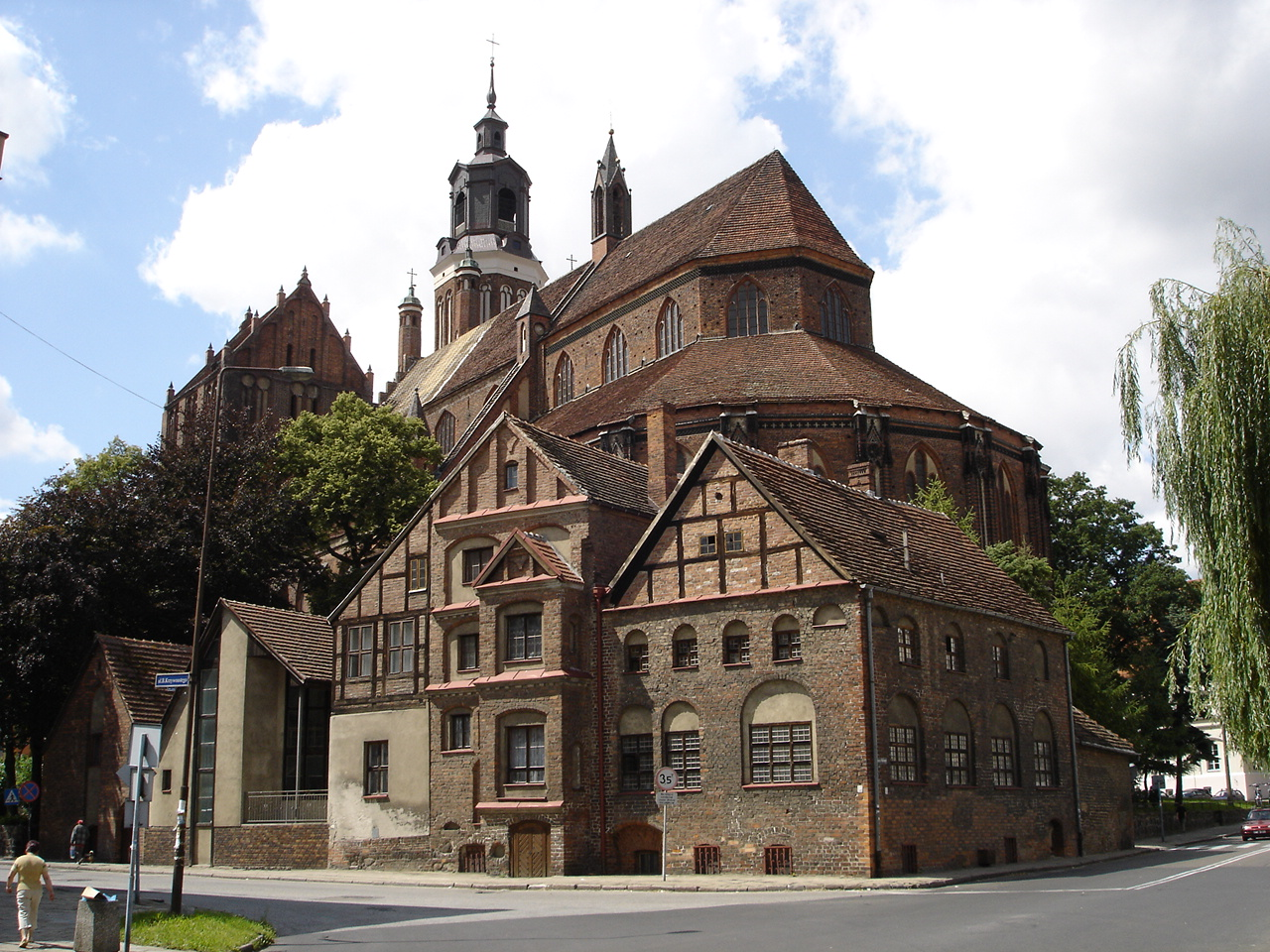
Najcenniejszy zabytek Stargardu - Kolegiata Mariacka

 Szlak Stargard - Klejnot Pomorza - szlak turystyczny w Stargardzie.

## Historia
Szlak powstał z inicjatywy Towarzystwa Przyjaciół Stargardu w 2003 roku, jednak prace nad jego uruchomieniem trwały od 2001 roku. W marcu 2008 roku wykonano 41 tablic kierunkowych oraz 22 tablice informacyjne umieszczone bezpośrednio na zabytkach. Jesienią tego samego roku wykonano z tablice tematyczne związane z historia i zabytkami Stargardu. W czerwcu 2010 zakończono remont płyty Rynku Staromiejskiego. Przyczyniło się to do podniesienia atrakcyjności turystycznej szlaku Klejnot Pomorza.

## Przebieg
Szlak biegnie po okręgu stargardzkich plant z odgałęzieniem do Rynku Staromiejskiego i dlatego można go zacząć z dowolnego miejsca. Cały szlak mierzy ok. 3 km. Gromadzi on większość najcenniejszych zabytków miasta.
Na szlaku znajdują się:
- Rynek Starmoiejski
- Ratusz staromiejski
- Odwach
- Barokowe kamieniczki
- Kolegiata Najświętszej Marii Panny Królowej Świata
- Plebania Kolegiaty NMP
- Basteja przy Baszcie Jeńców
- Baszta Jeńców
- Prochownia
- Baszta Tkaczy
- Mury obronne
- Brama Pyrzycka
- kościół św. Ducha
- Dom Rohledera
- Baszta Morze Czerwone
- Wieża ciśnień
- Cerkiew Świętych Apostołów Piotra i Pawła
- Brama Świętojańska
- Kościół św. Jana
- Brama Młyńska
- Spichlerz
- Baszta Białogłówka
- Brama Wałowa
- Arsenał
- Dom Protzena